# Eric Clapton Summer European Tour 2022
Die Eric Clapton Summer European Tour 2022 ist eine Konzerttournee des britischen Rock-Gitarristen- und Sängers Eric Clapton. Die Tournee begann am 7. Mai in London, soll 17 Konzerte in Europa umfassen und am 14. Oktober 2022 in Zürich enden.

## Hintergrund
Ursprünglich sollte die Musiktournee im Jahr 2020 stattfinden, wurde jedoch aufgrund der COVID-19-Pandemie um ein Jahr verschoben. Nachdem die 15 Konzerte vom 21. Mai 2021 bis zum 23. Juni 2021 feststanden, wurden am 6. Oktober 2020 drei Konzerte in dem Vereinigten Königreich angekündigt. Am 3. Dezember 2020 wurde einer vierten Zusatzshow für den 15. Mai 2021 in dem Vereinigten Königreich zugestimmt. Am 1. März 2021 wurde bekannt, dass alle geplanten Konzerte in Kontinentaleuropa aufgrund der weiterhin anhaltenden COVID-19-Pandemie in das darauffolgende Jahr verschoben werden. In den Vereinigten Staaten folgte Clapton währenddessen seinen Engagements im Rahmen der North American Tour.
Knapp zwei Wochen später sagte Clapton zwei der insgesamt vier geplanten Konzerte in dem Vereinigten Königreich ab und gab bekannt, dass lediglich zwei Auftritte in das Jahr 2022 verschoben werden konnten. Am 7. Mai 2021 wurde bekannt, dass Clapton nach drei Jahren Pause in der Wiener Stadthalle auftreten wird. Rund drei Wochen später wurde eine Zusatzshow in den Niederlanden angekündigt. Aufgrund des russisch-ukrainischen Konfliktes wurden am 21. Februar 2022 alle Konzerte in Russland abgesagt. Ende März verlegte Claptons Management das ursprünglich für die Hartwall Arena in Helsinki geplante Konzert nach Tampere. Am 21. April wurde der Auftritt am 4. Juni in der Wiener Stadthalle gestrichen. Nachdem sich Clapton nach seinen Auftritten in London mit dem Coronavirus infiziert hatte, wurden die Konzerte in Zürich und Mailand abgesagt. Als Clapton das zweite Mal positiv getestet wurde, fielen auch die Auftritte in Bologna aus. Am 25. Mai wurden vier Ersatzkonzerte für Oktober 2022 angekündigt.
Vor dem Beginn seiner Europa-Tournee trat Clapton mit seiner Band am 19. März 2022 zum Großen Preis von Bahrain 2022 der Formel 1 im Al Dana Amphitheatre auf. Am 29. Juni verschob Clapton sein Konzert in Zürich um eine Woche, da ein Teil seiner Begleitmusiker zum Originaltermin verhindert waren. In der Begründung hieß es, dass Clapton den Auftritt lediglich dann absolvieren werde, wenn alle typischen Mitglieder seiner Band zum Einsatz kommen können.

## Besetzung
Folgende Musiker bestritten die Tournee.
- Eric Clapton – Gitarre, Gesang
- Nathan East – Bassgitarre, Begleitgesang
- Sonny Emory – Schlagzeug
- Doyle Bramhall II – Gitarre, Begleitgesang
- Chris Stainton – Keyboard
- Paul Carrack – Hammondorgel, Keyboard, Begleitgesang
- Katie Kissoon – Begleitgesang
- Sharon White – Begleitgesang

## Setlist
Die Liederabfolge vom 7. Mai 2022 zeigt beispielhaft die Programmgestaltung der Konzerte.
1. Lead Me to the Water
2. Key to the Highway
3. Pilgrim
4. River of Tears
5. I Shot the Sheriff
6. White Room
7. Heart of a Child
8. Nobody Knows You When You’re Down and Out
9. Smile
10. Layla (akustische Version)
11. Tears in Heaven
12. Badge
13. Wonderful Tonight
14. Crossroads
15. Little Queen of Spades
16. Layla (elektrische Version)
17. High Time We Went

## Konzerttermine
| Nr.             | Datum            | Land                   | Stadt           | Veranstaltungsort           | Besucher                  | Einnahmen      |              |
| Europa – Leg 1  | Europa – Leg 1   | Europa – Leg 1         | Europa – Leg 1  | Europa – Leg 1              | Europa – Leg 1            | Europa – Leg 1 |              |
| --------------- | ---------------- | ---------------------- | --------------- | --------------------------- | ------------------------- | -------------- | ------------ |
| 1               | 7. Mai 2022      | Vereinigtes Konigreich | London          | Royal Albert Hall           | 10.416 / 10.416           | $ 1.856.653    |              |
| 2               | 8. Mai 2022      | Vereinigtes Konigreich | London          | Royal Albert Hall           | 10.416 / 10.416           | $ 1.856.653    |              |
| 3               | 29. Mai 2022     | Deutschland            | Berlin          | Berliner Waldbühne          | 21.892 / 21.892           | $ 3.902.251    |              |
| 4               | 31. Mai 2022     | Deutschland            | Stuttgart       | Hanns-Martin-Schleyer-Halle | 14.954 / 14.954           | $ 2.665.552    |              |
| 5               | 2. Juni 2022     | Deutschland            | München         | Olympiahalle München        | 14.450 / 14.450           | $ 2.575.714    |              |
| 6               | 5. Juni 2022     | Tschechien             | Prag            | O2 Arena                    | 18.384 / 18.384           | $ 3.276.950    |              |
| 7               | 7. Juni 2022     | Niederlande            | Amsterdam       | Ziggo Dome                  | 37.916 / 37.916           | $ 6.758.531    |              |
| 8               | 8. Juni 2022     | Niederlande            | Amsterdam       | Ziggo Dome                  | 37.916 / 37.916           | $ 6.758.531    |              |
| 9               | 10. Juni 2022    | Deutschland            | Düsseldorf      | PSD Bank Dome               | 11.820 / 11.820           | $ 2.106.916    |              |
| 10              | 12. Juni 2022    | Belgien                | Antwerpen       | Sportpaleis Antwerpen       | 22.529 / 22.529           | $ 4.015.797    |              |
| 11              | 14. Juni 2022    | Danemark               | Kopenhagen      | Royal Arena                 | 32.216 / 32.216           | $ 5.742.506    |              |
| 12              | 15. Juni 2022    | Danemark               | Kopenhagen      | Royal Arena                 | 32.216 / 32.216           | $ 5.742.506    |              |
| 13              | 17. Juni 2022    | Finnland               | Tampere         | Nokia Arena                 | 15.475 / 15.475           | $ 2.758.421    |              |
| Europa – Leg 2  |                  |                        |                 |                             |                           |                |              |
| 14              | 9. Oktober 2022  | Italien                | Bologna         | Unipol Arena                |                           |                |              |
| 15              | 10. Oktober 2022 | Italien                | Bologna         | Unipol Arena                |                           |                |              |
| 16              | 12. Oktober 2022 | Italien                | Mailand         | Mediolanum Forum            |                           |                |              |
| 17              | 14. Oktober 2022 | Schweiz                | Zürich          | Hallenstadion               |                           |                |              |
| Zusammenfassung | Zusammenfassung  | Zusammenfassung        | Zusammenfassung | Zusammenfassung             | 200.052 / 200.052 (100 %) | $ 35.659.291   | $ 35.659.291 |